# Aviary Attorney
Aviary Attorney est un jeu vidéo d’aventure qui s’inspire de la série Ace Attorney. Développé par Sketchy Logic, il est sorti en 2015 sur Windows et Mac. Le joueur a le rôle d’un avocat de la défense et doit enquêter sur les crimes pour ensuite prendre la défense de ses clients devant le tribunal.

## Système de jeu

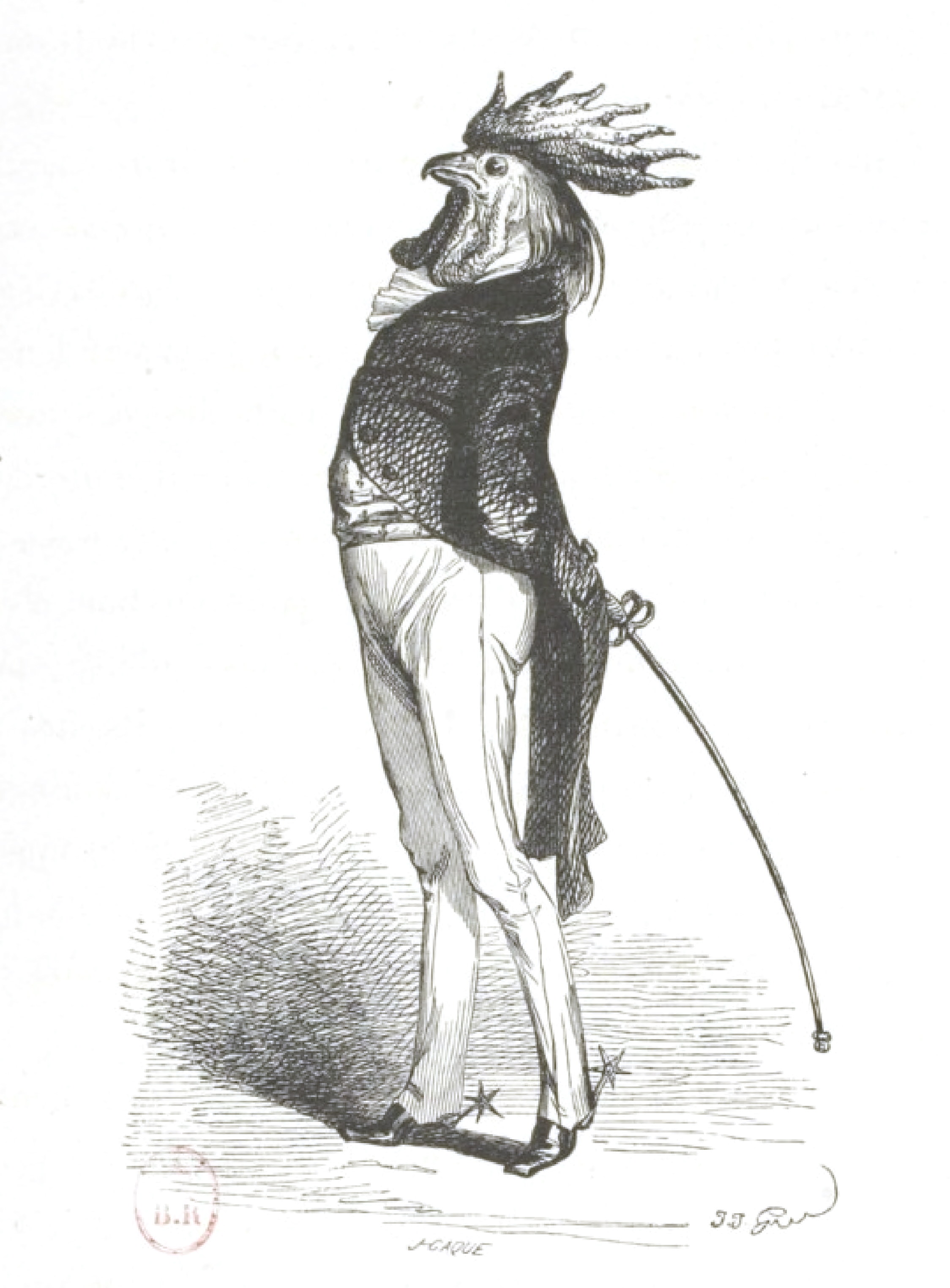
Le design des personnages est tiré des caricatures de J. J. Grandville.

Le jeu se déroule dans le Paris de 1848 habité par des animaux anthropomorphes, et le joueur joue le rôle de Jayjay Falcon, un avocat de la défense, qui doit défendre une série de clients au tribunal. Pour chaque affaire, le joueur se voit attribuer un nombre de jours limité pour explorer divers endroits à travers la ville de Paris, rassembler des indices, mais aussi de nombreuses fausses pistes. Le joueur doit alors utiliser les résultats de son enquête pour faire le contre-interrogatoire des témoins lors du procès, pour essayer d’obtenir un verdict de non-culpabilité de la part du jury.
Le jeu se compose d’une série d’affaires.
De plus, le jeu fait usage d’œuvres du domaine public, le design des personnages est tiré des caricatures de J. J. Grandville et de la bande comprend la musique de Camille Saint-Saëns.

## Développement et financement
Le jeu a été développé par Sketchy Logic, et en partie financé par une campagne de financement participatif sur Kickstarter réunissant 18 917 £ pour le développement du jeu en janvier 2015. Il a été publié pour Microsoft Windows et OS X en décembre 2015.

## Accueil
L’accueil critique a été généralement positive, générant un score de 77/100 sur le site agrégateur de critique Metacritic. Eurogamer a recommandé le jeu, mettant en évidence les personnages comme « écrits avec la finesse et de l’esprit, créant des moments de fous rires et des révélations des plus excitantes ». USgamer, dans leur analyse notée 3,5/5, décrit les illustrations et la musique comme le « parfait accompagnement », mais estiment que le jeu n’a pas atteint le même niveau que la série Ace Attorney. Hardcore Gamer a descendu le jeu, lui donnant 1,5/5. Ils ont cité de nombreux problèmes dans la version initiale, le retard dans la publication du dernier chapitre et la brièveté du jeu comme raisons pour le faible score donné.